# Молодіжна збірна Греції з хокею із шайбою
Молодіжна збірна Греції з хокею із шайбою  — національна молодіжна збірна Греції, брала участь лише у двох чемпіонатах світу серед молоді у 1991, 1992 та одному кваліфікаційному турнірі 1993 року (він став останнім в історії збірної). Молодіжна збірна Греції програла усі одинадцять офіційних матчів.